# Quentalia purulhana
Quentalia purulhana är en fjärilsart som beskrevs av William Schaus 1920. Quentalia purulhana ingår i släktet Quentalia och familjen silkesspinnare. Inga underarter finns listade.